# 5-25-77
5-25-77, estrenada como 25-5-77 en el Reino Unido, es una película sobre la mayoría de edad de 2022 escrita y dirigida por Patrick Read Johnson y producida por Fred Roos y Gary Kurtz. Está protagonizada por John Francis Daley como un director adolescente que vive en Wadsworth, Illinois, y su entusiasmo por el estreno de Star Wars el 25 de mayo de 1977. 

## Argumento
Pat, de ocho años, ve la película 2001: Una odisea del espacio y surge en él un deseo permanente de crear películas con efectos especiales, comenzando en su patio trasero con una cámara de 8 mm. Su padre inicialmente apoya sus actividades, pero finalmente abandona a la familia. Hace sus propias secuelas de El planeta de los simios, Tiburón y Espacio: 1999, todo mientras sueña con algún día triunfar en Hollywood.
Como estudiante de último año de secundaria, Pat aún no ha terminado ninguna de sus películas, para gran frustración de su mejor amigo Bill Holmes, quien también es su compañero de realización y actor principal. Pat y Bill luchan por encajar en la escuela, pero Robin, la novia ocasional de Bill, disfruta de su amistad única. Pat está obsesionado con 2001 y su obsesión lo lleva a aprender todo lo que pueda sobre el artista de efectos especiales y cineasta Douglas Trumbull, a quien conoce principalmente por leer revistas como American Cinematographer.
Pat trabaja en una nueva película sobre un extraterrestre que visita su pequeño pueblo y su dificultad para adaptarse. Conoce a Linda, que trabaja en la cafetería de su escuela, mientras ella lee la novela de Arthur C. Clarke de 2001 . Él lo toma como una señal y comienzan a salir, pero no está claro si ella es más adecuada para él que Robin. Linda tiene un amigo protector llamado Tony a quien no le agradan Pat ni Bill.
La madre de Pat llama al editor de fotografía estadounidense Herb Lightman, quien acepta de mala gana recibir a Pat en su visita a Hollywood y tratar de presentarlo a Trumbull. Visitan el estudio de Trumbull, donde se topan con Steven Spielberg y su equipo filmando los efectos para Encuentros cercanos del tercer tipo . Pat se siente abrumado por Spielberg y termina deambulando por el estudio. Reconoce a varias personas de sus revistas y queda asombrado al verlas trabajar. Al salir del estudio, se encuentran con Trumbull, quien no tiene tiempo para más que un "hola".
Lightman lleva a Pat a otro estudio, Industrial Light & Magic, donde los técnicos están tratando de terminar las tomas de efectos para Star Wars. John Dykstra le da un recorrido completo, explicando los modelos y decorados y su recorrido finaliza con la proyección de una impresión inacabada de Star Wars.
Pat regresa a casa, para decepción de su familia, porque no logró conectarse con ninguna de las personas que conoció. Pat ha quedado fascinado con Star Wars, pero no logra transmitir su entusiasmo a nadie en casa. Cuenta los días hasta su estreno, con la esperanza de que una vez que salga a todos en su ciudad les guste la película y él no se sienta tan solo.
En la fecha de estreno, el 25 de mayo de 1977, una serie de eventos hacen que Pat se pierda cada una de las funciones del primer día de Star Wars, incluida una pelea con Bill, llevar a Robin al hospital y dormir con Linda por primera vez, para luego romper. Tiene un enfrentamiento con Tony y lo vence. Llega al teatro a tiempo para una función de medianoche, sólo para descubrir que "En cines de todas partes" no incluye el de su ciudad.
Dos semanas después, Robin lleva a Pat al cine, donde finalmente proyectan Star Wars, y la cola para entrar da la vuelta a la manzana. La película terminada es todo lo que esperaba que fuera y, con el apoyo de su familia y de Bill, hace las maletas y se marcha a California.

## Elenco
- John Francis Daley como Pat
- Austin Pendleton como Herb Lightman
- Colleen Camp como Janet Johnson
- Neil Flynn como Dr. Callahan
- Emmi Chen como Linda
- Steven Coulter como Bill
- Justin Mentell como Tony
- Christopher McLinden como Doug
- Tim Beringer como Eric Johnson
- Caitlin Barlow como Jenny
- Mike Markoff como Jock
- Darlene Benigno como Theatre Patron
- Katie Jeep como Robin Braden

## Producción
Johnson comenzó a financiar el proyecto en 2001 y el rodaje tuvo lugar entre 2004 y 2006. Se filmaron tomas adicionales y efectos especiales en 2015, 2016 y durante los seis años siguientes, lo que hace que la producción de la película dure un total de 18 años.
La película se conoció inicialmente como 25-5-77; el título se cambió posteriormente a 77' . En 2012, el título volvió a ser 25-5-77. 
También es la última aparición cinematográfica del actor Justin Mentell, estrenada 12 años después de su muerte el 1 de febrero de 2010.

## Lanzamiento
En 2013, partes de la película se exhibieron como trabajo en progreso en el festival de cine TIFF Next Wave. 
El estreno oficial de la película fue el 22 de mayo de 2017, en el Teatro Genesee en Waukegan, Illinois. Siguió una corta carrera en cines.  El 25 de diciembre de 2020, su director anunció en sus páginas de Facebook y Twitter que estaría disponible para transmitir, comprar y ver en cines selectos el 25 de mayo de 2021, pero el estreno se pospuso. El 25 de mayo de 2022, MVD Entertainment anunció que había adquirido los derechos mundiales de la película y que se estrenaría en el otoño de 2022. 
La versión final debutó en el Skyline Indie Film Fest en Winchester, Virginia, el 8 de septiembre de 2022. Hizo su debut en Los Ángeles en el Festival de Cine del Centro de Los Ángeles una semana después, el 15 de septiembre, y comenzó a exhibirse en 100 pantallas el 23 de septiembre. Se lanzó en DVD y Blu-ray el 22 de noviembre de 2022.